# Top Spin
Top Spin è un videogioco di tennis uscito nel 2003 per Xbox, nel 2004 per PC e nel 2005 per PlayStation 2. Il gioco ha avuto diversi seguiti: Top Spin 2, Top Spin 3, Top Spin 4 e Top Spin 2k25.

## Modalità di gioco
Il gioco propone ai giocatori le seguenti modalità:
- Carriera
- Libero
- Incontro

### Carriera
Questa modalità inizia con la creazione del proprio personaggio, scegliendo prima il sesso, poi anche la nazionalità, il colore della pelle, dei capelli e degli occhi, la forma dei capelli, ed anche l'attrezzatura base.
Dopo aver completato questa fase, il giocatore potrà viaggiare nei vari continenti per partecipare ai campi d'allenamento, alle partite ed ai tornei. Gli allenamenti necessitano di soldi, ma se compiuti possono anche far guadagnare punti attribuiti al giocatore; esiste però un limite di 14 stelle da ripartire tra le abilità di diritto, rovescio, servizio, volée. I soldi possono anche essere guadagnati vincendo tornei o partecipando agli sponsor. I soldi, naturalmente, possono essere spesi anche per comprare attrezzatura, quali racchette, magliette, pantaloni o altri accessori.

### Partita libera
In questa modalità ci si può scegliere due o quattro giocatori qualsiasi, a seconda che siano incontri singoli (1 VS 1) o doppi (2 VS 2). Effettivamente ci si può giocare fino a quattro (nel caso dei doppi) o a due (nei singoli). Dopo aver scelto i giocatori, si potrà scegliere uno dei tanti campi disponibili, dai Grand Slam ai campi di pratica. Si può anche scegliere di usare il giocatore della modalità carriera.

## Giocatori
I tennisti nel gioco hanno tutti una licenza, cosa che accadrà in effetti anche in tutti gli altri episodi.
Uomini
- Lleyton Hewitt
- James Blake
- Tommy Robredo
- Pete Sampras
- Michael Chang
- Gustavo Kuerten
- Sébastien Grosjean
- Jan-Michael Gambill

Versione PS2
- Roger Federer - rimpiazza Sampras
- Carlos Moyá - rimpiazza Chang

Donne
- Meghann Shaughnessy
- Anna Kurnikova
- Daniela Hantuchová
- Martina Hingis
- Barbara Schett
- Ashley Harkleroad
- Elena Dement'eva
- Amanda Coetzer

Versione PS2
- Marija Šarapova - rimpiazza Kournikova
- Venus Williams - rimpiazza Schett